# 3375 Amy
A 3375 Amy (ideiglenes jelöléssel 1981 JY1) a Naprendszer kisbolygóövében található aszteroida. Carolyn Shoemaker fedezte fel 1981. május 5-én.